# 賴恩樓
賴恩樓（英語：Lai Yan Lau），是位於香港香港島中西區上環的一個屋苑，也是香港房屋協會第二個落成市區改善計劃屋苑，門牌號碼為皇后大道西42－56號，1980年落成入伙。賴恩樓這名稱是來自房協創辦人之一、前耶穌會香港區會長賴詒恩。該住宅共有一百個單位，除有四十個是給受重建影響的市民和房協出租屋邨居民優先購買外，剩餘的六十個單位以市值價格公開發售。現時單位與其他同類計劃大部分樓宇一樣，可以透過自由市場公開轉售。

## 歷史
由皇后大道西戰前舊樓重建而成的賴恩樓樓高廿層共一百個單位，地下及二樓分別為商店及老人院，佔地面積549平方米，是房協繼石塘咀美新樓後的市區改善計劃項目。賴恩樓這名稱是來自房協創辦人之一賴詒恩（Rev. Thomas Francis Ryan, S.J.，1889年12月30日－1971年2月4日，又譯「賴恩」），其曾任署理農林署長、耶穌會香港區會長，亦跟何明華等人先後共同創辦香港社會服務聯會之前身「緊急難民救濟會」及房協，此外也協助成立蔬菜統營處和社會福利署。1943年二戰時期，賴神父退到桂林期間，更曾與巴金就道德和生活的問題展開過辯論。
1978年3月，房協在轄下出租屋邨貼通告，率先讓屋邨居民申請賴恩樓及灣仔愛群閣單位，同時邀請其他受市區改善計劃影響的市民購買，單位建築面積330至560平方英尺，實用面積263至436平方英尺。在邀請上述人士購買並成功售出四十個單位後，剩餘的六十個單位，在同年11月4日至15日公開接受認購，售價137,000至294,500港元，當時預計翌年8月完工。在申請期首日，房協在賴恩樓地盤派出了六千份申請表。到申請期完結時，房協共派出1.6萬份表格，收回數目有4,600份，故此需要在12月初進行抽籤選出買家。
由於前一個項目美新樓曾出現有買家未入伙便隨即轉售的炒樓投機行為，故此房協限制買家在建築完工及付清樓價後，才可以將買賣合約之權益轉售予他人。因為工程受阻，賴恩樓推遲至1979年年底完工，其後到1980年3月才能入伙。房協後來一度計劃興建賴恩樓第二期，並跟市政事務署和醫務衛生署合作發展，惟最終未有實現。

## 途經之公共交通服務
港鐵
- █  港島綫：上環站A2出口

電車
- 干諾道西／修打蘭街

## 鄰近
- 荷李活道公園
- 帝后華庭
- 上環市政大廈
- 東華醫院
- 麗雅苑

## 外部連結
- 賴恩樓 （页面存档备份，存于），香港房屋協會